# マツダ・13B型エンジン
マツダ・13B型エンジン（マツダ13Bがたエンジン）は、マツダが開発・製造する直列2ローターのロータリーエンジン（ガソリンエンジン）である。
1973年にマツダ・ルーチェ（2代目：RX-4）GTグレードの専用エンジンとして、当時主力だった12Aロータリーエンジン(RE)のローターハウジング幅を10 mm拡大したエンジンである。水冷2ローターで、総排気量は1,308 cc。排気ガス対策のREAPS3を初号機から搭載した。なお、「13B」という名称は、総排気量の1,308 ccの「13」と、13Aの次に開発された事から「B」を合わせ取った言葉である。
ローター半径と偏心量とローター幅が異なることから、13Aと13Bは、完全に異なるエンジンである。
2003年にはインターナショナル・エンジン・オブ・ザ・イヤーに選ばれた。

## 開発経緯
ロータリーエンジン（以下REと略す）の排気量は、最大燃焼室容積にローター数をかけた表記（例：654×2cc）で表す。しかし、一般的なレシプロエンジンとは動作原理が異なるため、ロータリーエンジンにおける相当量の見積りには換算が必要となる。日本の自動車税は総排気量に応じて課税されるが、REの排気量分類は実排気量に1.5倍の排気量換算係数をかけたものとなり、税法上では「1,500 cc超2,000 cc以下」に属する。この上限の2,000 ccにREが対応するためには、総排気量を1,333 cc（換算排気量1,999.5 cc）になるべく近づける必要があった。そこでマツダは、既存のREの12Aをベースにこの上限排気量に最も近づけるために、ローターハウジングの幅を10 mm拡大して80 mmにして対応した。また、マスキー法をはじめとした排出ガス規制への対応も必須条件であったため、その対応として量産当初からサーマルリアクターを中心としたREの排気ガス対策システム「REAPS3」を搭載した。REAPS3では、暖気中の排気ガス浄化性能の向上に主眼が置かれている。
12Aに対しての整備性や生産性やサービス性、および信頼性の向上としては、以下のような点がある。これらの内容は後に12Aにも反映された。
- ディストリビュータが2個から1個になり、補機のレイアウトの変更
- クーリングファン取付位置をウォータポンプ位置に変え、Vベルト駆動に変更
- 2分割型金属アペックスシールの採用

## 発展経緯
市販車としての発展経緯を記す。各時代の要求によってエンジン特性は大きく改善・改良を施されてきたが、形式名は13Bを保った。そして改善・改良状況はサブタイプ名で表された。（カタログ等に記載されるエンジン型式は、全てのモデルで13Bである）。
各時代における改善・改良内容は、通常一般的に呼称されている13B-＊＊＊で記す。主な改善・改良内容としては、「排気ガス規制対応と燃費改善」「過給による出力増強」「自然吸気による出力増強と燃費改善」の3ステージに分けられる。

### 排気ガス規制対応と燃費改善
1973年から1981年までの期間。この間は、エンジン型式としてサブタイプの呼称もない。主として、排気ガス規制対応のシステムによって内容が異なる。この期間は、全て4バレルキャブレタを採用している。

#### REAPS3
1973年から1974年。REはNOxの排出は少ないがHCの排出が多いため、排気ポートへの二次エアの供給によりHCの燃焼熱で安定した浄化反応が得られる。そのため、排気ポートにサーマルリアクターを設置する浄化システムを採用した。サーマルリアクターに関しては、反転型を採用して浄化性能を向上させている。REAPSでは、サーマルリアクターでの酸化を促進させるため、空燃比をリッチ側（13：1）にセットしており燃費が悪かった。

#### REAPS4
1974年から1975年。エンジンの「ガスシール性の改善」「サーマルリアクターの反応性の改善」「2次エア制御の改善」の3項目により、低速トルクを改善して全体のギア比をハイギヤードにすることによってREAPS3より約20%の燃費改善を実施した。
アペックスシールとコーナシールの形状を改善して、シール性能を上げて混合気の漏れを低くした。その結果、トルク向上に伴う走行時のスロットル開度の減少と、エンジン内部での燃焼改善による気化器のリーンセット化を可能として、燃費改善に大きな効果を示した。アペックスシールの材質は、特殊鋳鉄の側面分割の2分割シールであるが、シール頂点からの側面シールと本体側シールの分割位置の距離を短くして混合気の漏れ口を少なくした。また、メインピースには、すずメッキを施し初期なじみ性を向上させた。サイドピースは、焼結合金製である。
それまでは、コーナーシールは、アペックスシールの挿入部分のみに溝を切ったムクの形状であったが、アペックスシール溝の下部の中心部をくり抜き（肉抜き）を行い、半径方法に弾力を与え、ローターのコーナーシール溝とのクリアランスを狭くし、ガス漏れ面積を減らすことができた。更にこの方式では、アペックスシールを持ち上げる混合気がコーナーシールの肉抜き部に入り、混合気の圧力で内部が膨張することによって、コーナーシールがローターに更に密着することになって混合気の漏れ部を抑えるようにした。
ロータハウジングの排気ポート部に挿入しているポートライナをピンによる固定に変更して、熱伝導面積を減少させた。また　サーマルリアクタ内部の板厚を下げ熱容量を低下させると同時に、外部のインシュレータ厚を熱くして保温性を向上させてサーマルリアクタの反応性を改善した。
2次エアの排気ポートへの供給は、従来からのエアインジェクションノズルに加えて排気ポートインサートの先端から供給するようにして、排気ガスへの混合を促進するようにした。

#### REAPS4E
1975年　REAPS4にサーマルリアクターの反応性改善のため熱交換器による二次エアの加熱を追加したもの。ロードペーサーのみに搭載

#### REAPS5
1975年から1978年。エンジン本体で「一次側吸気ポート形状の変更」「サーマルリアクターの反応性改善のため熱交換器による二次エアの加熱」等の改善により気化器のセッティングをリーン側へ移行させることで、REAPS3より約40%の燃費改善を実施した。
一次側吸気ポート形状の変更を行った。混合気を燃焼室の進み側に導入して、軽負荷時の燃焼効率を改善すると同時に、吸気ポートの締めるタイミングを早め低速トルクを向上させた。
サーマルリアクターの反応性を改善するために、サーマルリアクターの容量拡大に合わせて、サーマルリアクターから反応後の排気ガスによる二次エアの加熱を行い、サーマルリアクターに入る前の排気ガスの温度低下を防止してサーマルリアクターの反応性を改善した。この二次エアの加熱によって、車の最後尾における排気ガスの温度が大幅に下がることになった。

#### 希薄燃焼型ロータリーエンジン
1979年から1981年。それまでのサーマルリアクターに代わり触媒を排気ガス対策に採用した。REは、レシプロエンジンより未燃炭化水素（HC）の排出が多いのでそのまま触媒で反応させると、HCの酸化により触媒が高温になり、触媒の熱劣化等の技術的問題があった。そのため触媒をREで使用するためには触媒に入る前のHCの排出量を、「エンジン本体の改良」と「触媒に入る前処理」により削減させると同時に触媒自体の熱劣化性の改善の必要がある。なおサーマルリアクターより空燃比が薄められて希薄燃焼型と表記しただけであり、一般的なリーンバーンとは意味が異なる。
エンジン本体の改良としては、「ガスシール性の改善」「点火エネルギーの向上」「減速時の失火の防止」でエンジンから発生する未燃HCを削減する。
ガスシール性の改善
アペックスシールの分割位置を、サイドからアペックスシール摺動面（トップ）へ移動して、アペックスシールからの混合気の漏れを低減させた。
点火エネルギーの向上
着実な点火で失火を防止するシステムとして、高エネルギ点火システムを開発。無接点式ディストリビューター・ICイグナイタ・高エネルギ点火コイル・ワイドギャップ点火プラグが採用された。点火プラグは、4極タイプになり、リーディング側の点火プラグの電極位置を燃焼室側へ3 mm近づけ着火性を向上させた。
減速時の失火防止
減速時に発生する失火を防止するために、リア側の吸気通路にシャッターバルブを設置して、減速時に混合気を全てフロント側に充填吸入させて充填効率を二倍に上げて安定燃焼をさせている。
触媒に入る前処理としては、「排気ポート内での未燃HCの酸化」が挙げられる。排気ポート出口直下に空間を設けて、低速域および減速時に排気ポートに二次空気を吹き込みこみ、未燃HCの酸化を行う。サーマルリアクターとの違いは、高温での処理を行わない（あくまでメインの浄化システムは触媒）ことである。
排ガス対策の触媒は、「2ベッド型触媒コンバーター」を採用し、反応性と耐久性を向上させている。具体的には、低負荷域と減速時には、2個の触媒は酸化触媒として機能する。二次空気が排気ポートに供給され、触媒に排ガスが入る前にHCと一酸化炭素（CO）を酸化させて触媒の負荷を低減後触媒で酸化を行う。中高負荷域では、排気ポートへの二次空気はカットされ、前方の触媒がNOx還元触媒として働く。後方の触媒には、二次空気が供給され酸化触媒として機能してHCとCOを浄化する。結果としては、気化器のセッティングを理論空燃比近くに設定することによってREAPS5より約20%の改善を実施。
13Bは、1981年に12Aのターボ搭載のめどがたったことによって、生産が中止される。

### 過給による出力増強
1982年から2002年まで。このステージ以降の13Bは、全てEGIによるガソリン供給を行なっている。

#### 13B-SI
1983年から2002年。両ロータ間の吸気脈動を利用した独特の過給システムで圧力波と反射波を積極的に利用することによって、全回転域での出力向上を行なった。マツダは、この動的過給機構をスーパーインジェクション（Super Injection）と命名した。圧力波は、吸気口が開いた直後に燃焼室内に残る高圧の排気ガスと吸気が衝突して発生し、その波紋のタイミングがもう片方のロータの吸気時期に一致すると濃い混合気を吸気することが可能となる。反射波は、吸気口が閉じる瞬間に発生する吸気流がそこに当たって発生する圧縮によって発生し、その波紋がもう一方の吸気口に伝わり吸気を押し込む。圧力波と圧縮波の波紋タイミングを合わせるために吸気菅長を長くとることが必要になる。
REの場合は、吸気ポートの開口時間がレシプロエンジンよりも長く取れるので、レシプロエンジンより吸気菅長が短くてもこの圧力波と圧縮波の波紋の影響をたやすく得ることが出来る。
- 最高出力: 160 PS /6,000r pm
- 最高トルク: 20.5 kgf·m / 3,000 rpm

#### 13B-T
1985年から1992年。上記の13B-SIをベースにツインスクロールターボと空冷式インタークーラーを採用すると同時に、ターボに対応したエンジン改良を実施。低回転でのアクセルレスポンスと高回転での圧倒的なパワーの伸びを実現した。
排気ガスの通路を低回転側と高回転側の各々に対応した通路を使用した一種の可変A/Rターボチャージャーで、低速域では高レスポンス/高速域では高出力を確保した。具体的には、低回転域では小さいプライマリー通路のみ使用し、狭い通路で加速された排気ガスがタービンブレードに直角にぶつかりその衝撃力で空気をチャージングしてターボの弱点とされるターボラグを解消する。高回転域（2,500 rpm以上）では二つ目の大きなセカンダリー通路も使用して排気ガスをタービンブレードに添う角度で供給し、排気ガスの膨張する力でタービンブレードを回転させ空気をチャージングし、高速回転時に必要な圧縮空気を供給して高出力を得る。なおタービン側のベアリングは、エンジン冷却水によって冷却される
エンジン本体は、「ローター」「シール」「ローターハウジング」の改良を行い、過給に耐える信頼性と軽量化と燃費低減の対応を行った。ローターは、リブ厚を薄く（4 mm→3 mm）して14%の軽量化を行い燃費とレスポンスの向上を図った。またインターナルギア固定用スプリングピンの本数を増加してギアの信頼性を向上させた。シールは、アペックスシールを2分割から3分割に変更すると同時にシール厚を3 mmから2 mmに削減し、かつサイドシールも薄く（1 mm→0.7 mm）して抵抗軽減とシール性の改善を実施した。ローターハウジングは、トロコイド面のシートメタル材質変更とマイクロクロームモリブデンメッキ処理とテフロン塗布を行い、摺動性と信頼性を確保した。ウォータージャケットの冷却水通路を従来より縮小して暖気時間の短縮と燃費低減に貢献した。吸気ポートは、過給を行うので1ローター当たり2個に変更。インジェクタは、1ローターあたり2本設置し、プライマリインジェクターは従来通り燃焼室直前のセミダイレクト噴射、セカンダリインジェクターはポートに設置して高速時のみに使用する。
空冷式のインタークーラーをエンジンの真上に設置し、最短距離で冷却された空気をエンジンに送り込みレスポンス改善を図った。なお　インタークーラーの設置に伴い、エンジン補機の配置を変更した。
エンジン出力:
- 前期型（1985年から1989年）
  - 圧縮比: 8.5:1無鉛レギュラーガソリン
  - 最高出力: 185 PS / 6,500 rpm
  - 最高トルク: 25.0 kgf·m / 3,500 rpm
- 後期型（1989年から1991年）。前期型から「圧縮比の向上」「完全ツインスクロールターボの採用」を実施。
  - 圧縮比: 9.0:1 無鉛レギュラーガソリン
  - 最高出力: 205 PS /6,500 rpm
  - 最高トルク: 27.5 kgf·m / 3,500 rpm

前期型から「圧縮比の向上」「完全ツインスクロールターボの採用」を実施
- 後期型（1989年から1991年）高出力タイプ
  - 圧縮比: 9.0:1 無鉛プレミアムガソリン
  - 最高出力: 215 PS / 6,500 rpm
  - 最高トルク: 28 kgf·m / 3,500 rpm

#### 13B-REW
1991年から2002年。シーケンシャルツインターボを搭載と同時にこのターボに対応したエンジン改良を実施。燃費改善と分厚いトルクと機敏なレスポンスを備えた高回転高出力エンジン。最終的には日本自動車工業会の自主規制値（当時）である最高出力の280 PSを達成した。
シーケンシャルツインターボは、2個のターボチャージャー（プライマリー、セカンダリー）を組み合わせて過給を行う。具体的には、低回転/低負荷域ではプライマリー側のみ、高回転/高負荷域ではプライマリー+セカンダリーで過給を行う。プライマリーにセカンダリーが加わる瞬間の過給庄の落ち込み対策として、あらかじめセカンダリー側を予回転させておき低回転から高回転までターボラグのない過給を行なった。
ローターは、燃焼室の窪み（ローターリセス）部を完全機械仕上げを行なった。圧縮比は9.0:1で無鉛プレミアムガソリンを使用。アペックスシール取付部の溝は、レーザー焼入れを施したうえにシール溝を切り込み、耐摩耗性向上を図った。ローターハウジングは、内面コーティングを硬質クロムメッキ+グラファイトに変更して潤滑性と耐摩耗性を向上させた。排気ポートは、エアインジェクション・ポート・インサート（API）を採用して、排気ポートからジェットエアを導入して残留排気ガスの掃気を促進し、軽負荷時の燃焼の安定を実施した。インジェクターは、メカニカルなエアフローメーターを廃止して空気密度を直接計算するEGI-HS（ハイスピード・デンシティ・システム）を採用して吸気系の抵抗を削減し、レスポンス向上と全回転域におけるトルク向上を行なった。
エンジン出力:
- 初期型（1991年から1998年）
  - 最高出力: 255 PS / 6,500 rpm
  - 最高トルク: 30.0 kgf·m / 5,000 rpm
- 中期型（1996年から2002年）
  - 最高出力: 265 PS  /6,500 rpm
  - 最高トルク: 30.0 kgf·m / 5,000 rpm
  - 初期型から、「吸気パイプ内径の拡大」「吸気系の改良」「過給庄アップ」
- 最終型（1999年から2002年）
  - 最高出力: 280 PS / 6,500 rpm
  - 最高トルク: 32 kgf·m / 5,000 rpm
  - 最終型では、「ターボチャージャーの変更（高効率化と大流量化）」「排気系の抵抗削減」「インタークーラーの冷却性改善」「メタリングオイル供給改善」「エンジン制御コンピューターの最適制御」を行い、温度バテしないエンジンに仕上げ出力向上を行なった。

### 13B-MSP(RENESIS)
2003年から2012年に使用された。サイド吸気とサイド排気を採用して、ターボチャージャーを搭載せずにターボチャージャー搭載と同じ出力と低燃費と排ガス特性を改善した。REの新たな創生を意味する『RENESIS』（RE＋GENESISの造語）と命名された。
従来のローターハウジングにあった排気ポートをサイドハウジングに移設することによって、給排気ポートタイミングのオーバーラップを解消し、吸気行程への排気の持ち込みを減らして低速での安定燃焼を確保した。さらに従来型では、アペックスシールによって排気ポートに掻き出されていた未燃ガスを次の燃焼工程に送り込み、燃焼させることにより未燃ガスの排出量を削減して低燃費に貢献している。またサイドハウジングの両側に排気ポートを設置することによって、従来比2倍の排気ポート面積を確保して排気抵抗を削減して高出力を確保した。排気ポートのオープンタイミングを従来より遅らせることによって、膨張行程を長くして排気効率を向上させて低燃費化を実現した。
吸気ポートは、排気ポートとのオーバーラップをなくすことによって、吸気ポートのレイアウトや形状やタイミングの自由度が上がり、従来より吸気ポート面積を約30%拡大して吸気抵抗を大幅に削減させている。また吸気ポートのクローズタイミングを遅らせることにより吸気量を増加させることにより高出力化を図っている。
高出力型は合計6ポート/通常型は合計4ポートとし、吸気菅にシーケンシャル・ダイナミック・システムを採用して2ローターRE特有の吸気脈動効果を積極的に活用して、低中速域の分厚いトルクと高回転域では圧倒的な高トルク/高出力を発生させている。
ローターは、エンジンの高回転化とエンジンレスポンスの向上を図るために、ローターを約5%・フライホイールを約15%軽量化を行なった。特にローターの軽量化は、出力軸のたわみ低減に効果があり、エンジンの高回転化に寄与した。また　サイド給排気を行うために、ローター側面のオイルシールとサイドシールの間に新規にカットオフシールを設置して連通のない気密性を確保した。サイドシールの位置をローター外周側へ2 mm移動させて吸気ポート面積の拡大を可能にした。サイドシールは、従来は、ペリフェラル部の排気ポートにアペックスシールでカーボンを掻き出していたが、サイド排気を採用したためオイルのカーボン対策が必要になる。そのためサイドシールの断面形状を台形のキーストン・サイドシールを採用して、サイドシール部にカーボンカーボンスラッジが溜まり動作しなくなることを防止した。アペックスシールの潤滑については、従来は、吸気の中にオイルを混合させていたが、アペックスシールの通過するトロコイド面に電子制御のメータリングインジェクタを複数個設置して、オイルを直接アペックスシールの潤滑面に塗布する仕組みに変更して、オイル消費を削減すると同時に潤滑オイルによるカーボンスラッジの発生量を低減した。アペックスシール自体は、2分割タイプに変更して、ポートからの脱落を防止した。インジェクタは、各ポートに1本ずつのインジェクタを配備。プライマリインジェクタには、燃料の超微粒化を図るために12噴口タイプを採用して、ポートエアブリードからジェットエアを導入して、吸気ポートに付着した燃料を点火プラグにの方向に吹き飛ばすフェール・ミキシングシステムを採用した。また　アクセルペダルの踏み込み速度や量を電気信号に変換して最適制御を行う電子制御スロットルの採用と最新の電子制御技術による緻密な空燃比制御を行い、排気エミッションレベルの低減と燃費改善と高出力化を達成した。
触媒は、新開発のプラチナ－パラジウム－ロジウム系触媒を採用し、ウォームアップ改善と抵抗削減を両立した。
エンジン出力:
- 前期、6ポート
  - 最高出力: 250 PS / 8,500 rpm
  - 最高トルク: 22.0 kgf･m / 5,500 rpm
- 前期、4ポート
  - 最高出力: 210 PS / 7,200 rpm
  - 最高トルク: 22.6 kgf･m / 5,000 rpm
- 後期、6ポート
  - 最高出力: 215 PS /7,450 rpm
  - 最高トルク: 22.0 kgf･m / 5,500 rpm

## レース用13Bの開発
レース用の13Bは、主として1970年代の日本国内の富士グランチャンピオンレース（富士GC）の2座席スポーツカー用エンジン、
1980年代になってからグループCのCジュニア及びC2クラス用エンジンとして開発が進められた。

### 富士GC用としての開発
富士GCのメインである2座席スポーツカーレースは、1973年からエンジン規定が排気量2,000 ccに変更になった。ただしREに関しては、レシプロエンジン換算で2,500 ccまでのエンジンでの参戦が認められた（国際自動車連盟でのREの換算係数は2.0）。この条件下では、12A（573 cc x 2）での参戦が可能であった。排気量2,000 cc規定では、BMWのM12/6が275 PS / 9,000 rpmで圧倒的に強く主流を占めていた。一方、12Aは250 PS / 9,500 rpmで2〜3台程度の参戦で、戦闘力が低く、最高で5位という成績であった。12Aでの参戦チームからは、パワーアップの要請が寄せられていた。マツダとしては、パワーアップの方法として13Bの使用を考え、サイドポート・ウエットサンプで13Bは、280 PS / 9,200 rpmの出力を引き出すことに成功しBMWに対して同等の出力を得ることができた。そこでマツダは、富士GCでの13B使用を要請した。

#### 1976年
REの富士GCでの参戦規定が「レシプロ換算で3,000 ccまで」に変更になり、13Bの使用が可能となった。富士GCでの第1戦からマツダオート東京がペリフェラルポート/片山マツダがサイドポートで参戦を開始した。
第2戦以降は、全車ペリフェラルポートになった。また鈴鹿でも2座席スポーツカーレース（ジュエルシリーズ）が3戦開催される。両シリーズを通じての13Bのベストポジションは、8位であった。
シーズンオフにマツダは、レーシング13Bの開発を更に加速させて1977年のシリーズに備えた。開発に際しては、既販の12Aのスポーツキットや市販車のパーツを大幅に流用している。
ローターハウジングは、ペリフェラルポート化のため市販車のダイカスト製ではなく砂型鋳造で新規作成した。トロコイド面には、直接硬質クロムメッキを実施した。サイドハウジングは、量産品を流用するが、サイドポート部をエポキシ樹脂の充填材で埋め、ブローバイガスの回収のため僅かな窪みを残している。ロータは、圧縮比9.4:1で市販車と同一の燃焼室形状を採用。ローター固定ギアのスプリングピンの本数を市販車の9本から12本へ増加させ固有振動数をあげ、通常使用領域での共有振動領域に入ることを防止して、ギアの破損を回避している。出力軸は、量産品をベースに、シャフトたわみによるメタルクリアランスの減少を避けるため、リア側ジャーナル部の直径を部分的に小さくしている。点火系は、点火プラグを沿面放電タイプに変更して、キャパシター・ディスチャージド・イグニッション（CDI）による同時点火方式を採用。進角装置はエンジンの使用域が市販車より狭いので廃止し、アペックスシールは市販車と異なり　カーボン製の一体型の厚さ3mmを使用した。

#### 1977年
シーズンオフの間にマツダは、下記の開発を行なった。
ドライサンプ化
2座席スポーツカーは、リアサスペンションマウントをギアボックスに設置している。ギアボックスの高さが変わると設計通りのサスペンション・ジオメトリの確保ができなくなる。ロータリーエンジンは出力軸の位置がエンジンの中央部にあり、直列4気筒レシプロエンジン（BMW）より高い場所に位置するため、ロータリーエンジンをそのままレシプロエンジン用のギヤボックスに接続すると、ギアボックスの位置が高くなり、設計通りのサスペンションジオメトリの確保が難しくなる。12Aまでのレーシングロータリーエンジンは、ツーリングカー用をベースにしているので、エンジンの下にツーリングカー用の大きなオイルパンを持ったウエットサンプを採用しているので、出力軸の高さが更に高くなっている。そのためギアボックスを天地逆さにして搭載したが、それでも出力シャフトに下降角がつき出力軸の効率が低下していた。このウエットサンプをドライサンプに変更することによって、エンジンの搭載位置を低下させることが可能になり、出力軸の位置をBMW並の高さに合わせることが可能となった。具体的には、オイルパンの代わりに、エンジン下面にアルミの一枚板の蓋をして、エンジンルーム内に大型オイルタンク設置した。これによりシステムとしてのエンジンの高さが減少し、出力軸位置を低下させレシプロエンジンと同じ位置に設けることができた。その結果　ギアボックスが設計通りの高さに設置することが可能となり、マシン性能を設計通り引き出すことが可能となった。それに伴い、重心位置の低下とエンジン剛性の向上という効果も生み出した。
キャブレターのフロート室の改造
当時のレーシングロータリーエンジンは、ダウンドラフトのウェーバー・キャブレター（WBC）を採用して、1ローターに付き1バレルを与えている。ロータリーエンジンは、吸気管の直下に排気管があるのでダウンドラフトにしたほうが吸気の温度が下がる。またダウンドラフトは、吸気菅長を長く取れるのでトルク特性を向上させやすくなる。2バレルのダウンドラフト・WBCは、左右方向のフロート室の容積が異なっている。そのため、コーナリングにかかるGの影響によりフロートが偏り、コーナー立上り時にフロート室への燃料がうまく供給されずに燃料切れが時々発生していた。この影響をなくすために、フロート室容量を拡大と同時に左右のフロート室容積を同一にするように改造した。
ベルハウジングの延長
エンジンとギアボックスのクラッチ部の間に入れるスペーサーをベルハウジングと呼ぶ。ロータリーエンジンの場合、ローターの回転が直接出力軸を回す。ローター自体の重量が重いためローターの回転に伴うジャイロモーメントにより、右コーナーではオーバステア/左コーナではアンダーステアという特性が出てしまう。またREは、BMWと比較すると全長が短いのでエンジンは、マシン中心から離れてリヤ側に搭載されるので、よりジャイロモーメントの影響が強くでていた。このジャイロモーメントの影響を少なくするためには、マシンの重心近くにエンジンを搭載するために延長型のベルハウジングを開発して、エンジンとリヤ軸との距離を離した。1977年のシーズンオフ中の開発により、13Bの出力は、290PS/9,000rpmになった。
このシーズンの13Bは、全てマツダワークスの3人（片山/従野/寺田）に限定供給された。5月の富士1000kmでの総合優勝が、13Bレーシングとしての初優勝となる。
9月の富士GC第3戦では、更にパワーアップしたエンジン（300PS）を発揮し念願の初優勝を飾った。

#### 1978年
マツダは、1977年のレーシング13Bをスポーツキットとして約300万円でプライベートユーザーに供給を開始した。富士GC第1戦では、4台だったが最終的には、9台まで増加した。

#### 1979年
キャブレターの欠点であるハイスピードでのコーナリング時に起きるでのフロート室内のガス欠によるパワーダウンと低速コーナーでの立上り加速レスポンスの改善のためメカニカル・インジェクション（機械式燃料噴射装置）をレーシング13Bに搭載した。マツダ本社はルーカス、マツダオート東京はボッシュを搭載して、1ローター当たり2本のインジェクタを設置し出力は311PS/10,000rpmへ向上した。特に富士GC最終戦では、最後尾からゴボウ抜きし優勝した。

#### 1980年
1979年のレーシング13Bのパフォーマンスに対して、BMWのユーザーからクレームが付き、レーシング13Bに対して規制が入る。規制内容は、「インジェクションの禁止」「消音マフラーの装着」「車両重量の50kg増大」である。この規制に対してマツダは、本社主導で下記の対応を行なった。
インジェクションの禁止
ダウンドラフトのWBCに戻すと、特にハイスピードコーナーでのガス欠が問題となる。そこでWBCを2個をレーシング13Bに使用することにした。具体的には、1ローターに対してWBCを1個使用する。すなわち　WBCの2バレルのうち1バレルのみ使用して、フロート室からの燃料供給を1バレルのみとして燃料流量を確保すると同時にローターハウジングの上に並べる形（進行方向に対して直角）で配置した。
消音マフラの設置
レーシングエンジンの排気音に対しても社会的な要請で静かさが求められるようになった。REは、排気ポートにバルブがないので高温高圧の排気ガスが排気管を通じて外部へ流れる。そのため　排気部にバルブを持つレシプロエンジンより排気音が大きくなる。マツダとしては、2座席スポーツカーのみではなくRX-7のレーシング仕様でも使用可能なようにマフラーとして、パワーダウンを最小限に抑える形で設計した。
フロントハウジングの変更
ドライサンプ用のオイルポンプを外部型からエンジン先端部内蔵型に変更して、エンジン全幅を減少させた。
マツダ本社としては、上記3点の対応を行い、マツダ本社としての富士GC用エンジンの開発を打ち切った。これ以降の富士GC用レーシング13Bの開発は、マツダスポーツコーナー（マツダオート東京（マツダスピード）、片山マツダ、静岡マツダ、マツダオート山梨）に委ねられる用になり、マツダ本社は、グループC用の13B開発とスポーツキット製造に特化した。

#### 1981年以降
1981年から富士GCは、2座席スポーツカーからカナディアン-アメリカン・チャレンジカップ（Can-Am）のような単座席スポーツカーが主流となるレースへ変貌を遂げていく。その過程において、フォーミュラ2（F2）で使用したシャーシに単座席専用カウルを被せて、富士GCに参戦するというスタイルが1982年以降主流となる。F2の場合、BMWが主力エンジンであるが、ホンダV6エンジンとの競争の結果出力が1980年代は、1970年代後半と比較するとより大幅にアップしてくる。そのため　レーシング13Bにおけるインジェクション禁止と50 kgのウエイトハンディは、1982年頃に廃止される。しかしながら、F2シャーシにレーシング13Bを搭載する場合「マフラーの設置場所確保」「エンジンマウント」「ラジエターの設置場所確保」の課題が徐々にクローズアップされてきた。
2座席スポーツカー時代は、マシン後部は、鋼管スペースフレームで組まれていた。1980年代になってF2のシャーシがアルミモノコックからハニカムモノコックさらにはC-FRPへ進化していく。またグラウンド・エフェクト・カー（ウイングカー）としての効率アップのためエンジンとギアボックスの後端を上方に置き、メインモノコックやサイドウイングからの空気の引き抜きを強化する手法が取られた。この進化に合わせてリアセクション構造も鋼管スペースフレームからエンジンのダイレクトマウント化の動きが徐々に進行していった（F2時代には、完全なエンジンのダイレクトマウントはされなかった）。BMWは、この動きに対してマシン設計時点から設計者がエンジン搭載法を考慮しているが、ロータリーエンジン搭載マシンのチームは、参戦チーム毎に対応をとる必要があった。
ラジエターに関しては、単座席スポーツカーは、当初フロントラジエターのカウルを使用していた。その後サイドラジエターとウイングカーに進化していく。1984年にウイングカーが禁止となり、サイドラジエターを採用した空洞サイドポンツーンの単座席がメインとなった。このため　以前のマシンよりラジエター容量が増加させにくい構成になった。レーシング13Bの放熱要求量は、3,000 ccのレシプロエンジンに近いものになる。更にローターもオイルで冷却しているので、オイルクーラーはBMWの倍以上の容量が必要となる。このためマシンには、BMWより大容量のラジエターが必要となるが、この要求を満たすと重量増と空力性能の悪化を引き起こす。
以上の要因のため、1983年9月の第3戦での優勝を最後にそれ以降の富士GCでは勝てなくなった。

### グループC用としての開発
マツダは、耐久レースにREを投入して、REの持つ「耐久性能」を訴求してきた。レーシングREの基本ディメンジョンは、市販REを踏襲して、市販REの性能向上版でレースに参戦して耐久性能をアピールするのが基本戦略であった。レシプロエンジンの耐久レース版は、スプリントレース用と比較すると大幅にデチューンされているが、レーシングREは耐久レース用もスプリントレース用も基本的には、同一仕様で参戦している。
1976年からFIAは、世界メーカー選手権としての耐久レースを2座席スポーツカーからシルエットフォーミュラーに変更した。シルエットフォーミュラーのエンジン規定では、「同一の製造者のエンジンであれば他のエンジンの使用が可能」である。市販のRX-7は、12Aを搭載していたが、この規定によって、13Bの使用が可能となった。この時代の耐久レース用のレーシング13Bは、富士GC用として開発されたエンジンをベースに吸気用エアクリーナーとダイナモを搭載して、エンジン回転数を落として使用した。他のメーカーは、自社の保有するベースモデルよりも大排気量エンジンやターボチャージャー付きのエンジンで参戦した。結果としては、シルエットフォーミュラーの中では、レーシング13Bは、排気量・出力とも最小なエンジンになり、好成績をおさめることが難しい状況であった。アメリカのIMSAでは、排気量2,500ccを境界にGTのクラスが設定されている。レーシング13Bを搭載したRX-7は、2,500ccオーバーのGTOへの参戦が出来るのでIMSA仕様のRX-7でGTOへの挑戦が始まった。
1982年からFIAは、世界メーカ選手権をグループC規定に変更する。グループCのエンジン規定は、排気量やエンジン型式に関する規定はなくただ燃料総使用量のみでの規定である。翌年の1983年にグループCが2つのクラスに分けられようになった。C1とCジュニア（1984年からはC2に名称が変更）で使用可能な燃料量が異なるだけで、C1クラスは約2 km/Lの燃費・Cジュニア（C2）は約3 km/Lの燃費が要求された。マツダは、Cジュニアにレーシング13Bを投入した。基本的には、富士GC用のエンジンと同一であるが燃費改善をする必要がある。最高回転を9,000 rpmに抑える同時に機械式燃料噴射と燃費計を設置した。また　電子制御のEGIの投入もおこなった。しかしながら、機械式燃料噴射は、スロットルにスライドバルブを採用しているがこの信頼性に疑問を持ったので、1983年のルマンではWBCに戻している。燃費計は、従来満タン法で算出していたレース燃費をより精度が高く効率的に算出するために装備した。2個のフローセンサを燃料の送付側とリターン側に装着して、回転パルスを演算して表示するもので、総消費量表示と残量警告機能を持つ。レーシング13Bの出力では、当時のC1クラスの常勝のポルシェの半分の出力しかなかったので、クラス優勝しか狙えず総合成績では上位進出が難しい状況であった。また　C2クラスでも、有力なプライベートチームがC1クラス用に開発された大排気量エンジン（フォード・コスワース・DFL）を入手してディチューンして参戦するようになった。このDFLのディチューン版は、レーシング13Bより高出力で燃費もよく、徐々にとC2クラスのメインエンジンになってきた。そこで　マツダは、総合優勝争いに加わるために、高出力確保策としてレーシング13Bのターボチャージャー化を行なった。

#### 13B-ツインターボエンジン
1984年9月の富士1000kmにのみ挑戦（結果は、エンジンブローによりリタイヤ）。グループCでの総合優勝争いに加わるために、レーシング13Bにツインターボと水冷インタークーラを組み合わせたユニット。この時期は、ターボ車に対するレギュレーションの揺れ動きが激しく、さらにはレシプロより高い排気ガス温度と出力向上による異常燃焼等の信頼性問題と燃費に苦悶することになり、以降マツダは、グループC用レーシングエンジンとして、自然吸気によるマルチロータリーによって出力向上を目指すようになった。
吸気ポートは、ノック限界の低下のためサイドポート（ブリッジポート）に変更した。ローターハウジングは、異常燃焼発生時のトロコイド変形を最小限に抑えるため、トロコイド面にシートメタルをインサートした量産仕様のアルミダイキャスト品を使用。トロコイド面に後述のアペックスシール用のダイレクト給油システムを持つ。ロータは、燃焼室を小さくして、圧縮比を7.5:1に変更した。アペックスシールは、異常燃焼時の折損強度確保のため特殊鋳鉄製の一体型に変更。摺動面に直接オイルが供給されるダイレクト給油システムをローターハウジングに設置した。インジェクションは、ボッシュの機械式燃料噴射を採用。インジェクションポンプに過給庄補正機構を組み込み、3次元カムでスロットル開度とエンジン回転数により噴霧量を制御する。ターボチャージャーは、レシプロエンジンより高い排気ガス温度のため、耐熱性の限界に挑戦する形になった。超耐熱材を使用することによって1,000 ℃までの耐熱性を確保した。ターボラグを極力削減するため、小型のターボを2個搭載した（1ロータで1個のターボを駆動）。
- 過給庄: 1.2 kg/cm2
- 最高出力: 500 PS /8,000 rpm
- 最高トルク: 45 kgf･m / 7,500 rpm

## 13Bの諸元
- 13Bの諸元内容を表に示す

| 呼称                    | REAPS                      | 希薄燃焼                   | 13B-SI                     | 13B-T                   | 13B-REW               | 13B-MSP（RENESIS）     | スポーツキット         | ツインターボ           |
| ----------------------- | -------------------------- | -------------------------- | -------------------------- | ----------------------- | --------------------- | ---------------------- | ---------------------- | ---------------------- |
| 用途                    | 市販車                     | 市販車                     | 市販車                     | 市販車                  | 市販車                | 市販車                 | レース用               | レース用               |
| 年度                    | 1978年                     | 1980年                     | 1983年                     | 1989年                  | 1998年                | 2003年                 | 1982年                 | 1984年                 |
| 過給方式                | 無                         | 無                         | 動的過給                   | ターボ ツインスクロール | ターボ シーケンシャル | シーケンシャル動的過給 | 無                     | ターボ ツインターボ    |
| 吸気方法                | 4バレルキャブ              | 4バレルキャブ              | EGI                        | EGI                     | EGI                   | EGI                    | 機械式インジェクション | 機械式インジェクション |
| 吸気ポート形式          | サイド                     | サイド                     | サイド                     | サイド                  | サイド                | サイド                 | ペリ                   | サイド                 |
| 吸気ポート総数          | 4                          | 4                          | 6                          | 4                       | 4                     | 6                      | 2                      | 4                      |
| 排気ポート方式          | ペリ                       | ペリ                       | ペリ                       | ペリ                    | ペリ                  | サイド                 | ペリ                   | ペリ                   |
| 排気ポート総数          | 2                          | 2                          | 2                          | 2                       | 2                     | 4                      | 2                      | 2                      |
| アペックスシール        | 3mm幅サイドカット2分割鋳鉄 | 3mm幅サイドカット2分割鋳鉄 | 3mm幅トップカット2分割鋳鉄 | 2mm幅3分割鋳鉄          | 2mm幅3分割鋳鉄        | 2mm幅2分割鋳鉄         | 3mm幅一体式カーボン    | 3mm幅一体式鋳鉄        |
| 圧縮比                  | 9.4                        | 9.4                        | 9.4                        | 9.0                     | 9.0                   | 10.0                   | 9.4                    | 7.5                    |
| 最高出力（PS/rpm）      | 140/6,500                  | 140/6,500                  | 160/6,000                  | 215/6,500               | 280/6,500             | 250/8,500              | 311/9,000              | 500/8,000              |
| 最大トルク（kgf·m/rpm） | 19.0/4,000                 | 19.0/4,000                 | 20.5/3,000                 | 28.0/4,000              | 32.0/5,000            | 22.0/5,500             | 26.0/8,000             | 45.0/7,500             |

## 13Bの搭載車

### 市販車
- REAPS
  - ルーチェ、コスモ、ロードペーサー、パークウェイ（マイクロバス）、ピックアップ
- 希薄燃焼
  - ルーチェ、コスモ
- 13B-SI
  - ルーチェ、コスモ
- 13B-T
  - RX-7（FC）、ルーチェ
- 13B-REW
  - RX-7（FD）、ユーノスコスモ
- 13B-MSP（RENESIS）
  - RX-8

### レーシングカー
- 13B
  - 量産車ベース
    - RX-3、RX-7（252、253、254、マツダ825、IMSA-GTO仕様）

  - 2座席スポーツカー
    - マーチ・75S、76S
    - シェブロン・B23
    - シグマ・GC73
    - シェブロン・B36
    - 紫電改

  - 単座席スポーツカー
    - MCS1
    - KIR80、KR-1、KR-2
    - ロイス・RM-1（マーチ・812）
    - KN83、KN84（マーチ・812）
    - 希望（マーチ・792）
    - MCS5（マーチ・842）

  - グループC
    - マツダ・717C、727C、737C
    - ローラ・T616
    - MCS・グッピー

  - フォーミュラカー
    - フォーミュラ・マツダ
- 13Bツインターボ
  - マーチ・84G